# Abdulrazak Gurnah
Abdulrazak Gurnah (sinh ngày 20 tháng 12 năm 1948) là một tiểu thuyết gia người Tanzania, viết bằng tiếng Anh và sống tại Vương quốc Anh.
Abdulrazak Gurnah sinh năm 1948, lớn lên trên hòn đảo Zanzibar và đến Anh tị nạn vào những năm 1960 trong cách mạng Zanzibar.. Ông đã xuất bản 10 tiểu thuyết cũng như một số truyện ngắn. Các tác phẩm của ông có chủ đề về người tị nạn xuyên suốt các sáng tác của ông ấy. Tiểu thuyết nổi tiếng nhất của ông là Paradise (1994), được lọt vào danh sách rút gọn của giải Booker và giải văn học Whitbread, được trao hàng năm cho những nhà văn sống ở Anh và Ireland. Tác phẩm ra đời sau một chuyến đi Đông Phi vào khoảng năm 1990, kể về tuổi mới lớn, chuyện tình buồn cũng như niềm tin xung đột nhau.
Năm 2021, ông được trao giải Nobel Văn chương  “vì sự thâm nhập kiên định và nhân ái của ông đối với những tác động của chủ nghĩa thực dân và số phận của những người tị nạn trong hố sâu ngăn cách giữa các nền văn hóa và lục địa”.

## Tiểu sử
Abdulrazak Gurnah sinh ngày 20 tháng 12 năm 1948 ở Sultanate of Zanzibar, ngày nay thuộc Tanzania. Lúc Zanzibar 18 tuổi đã trốn thoát sự đàn áp của các công dân Ả Rập trong cách mạng Zanzibar, ông đến Anh vào năm 1968 với tư cách là một người tị nạn. Gurnah đã được trích dẫn nói, 'Tôi đến Anh khi những từ này, chẳng hạn như người xin tị nạn, không hoàn toàn giống nhau - nhiều người đang vật lộn và chạy khỏi các quốc gia khủng bố.'

## Tác phẩm

### Tiểu thuyêt
- Bản mẫu:Diễn từ Nobel văn chương 2021 Abdulrazak Gurnah Ngân Xuyên dịch từ tiếng Anh (Abdulrazak Gurnah sinh 20/12/1948 là nhà văn gốc Tanzania hiện sống ở Anh. Ông sinh ra tại quần đảo Zanzibar và đến Anh tị nạn vào thMemory of Departure (1987)[11]
- Pilgrims Way (1988)[12]
- Dottie (1990)[13]
- Paradise (1994)[14] (được đưa vào danh sách rút gọn cho giải Booker[15] và giải Whitbread[15])
- Admiring Silence (1996)[16]
- By the Sea (2001)[14] (được đưa vào danh sách dài cho giải Booker;[17] vào danh sách rút gọn cho giải sách Los Angeles Times[17])
- Desertion (2005)[18]
- The Last Gift (2011)[19]
- Gravel Heart (2017)[20]
- Afterlives (2020)[21]

### Truyện ngắn
- "Cages" (1984), in African short stories. Ed. by Chinua Achebe and Catherine Lynette Innes. Heinemann Education. ISBN 9780435902704
- "Bossy" (1994), in African rhapsody: Short stories of the contemporary African Experience. Ed. by Nadežda Obradović. Anchor Books. ISBN 9780385468169
- "Escort" (1996), in Wasafiri, vol. 11, no. 23, 44-48. doi:10.1080/02690059608589487
- "The Photograph of the Prince" (2012), in Road stories : new writing inspired by Exhibition Road. Ed. by Mary Morris. Royal Borough of Kensington & Chelsea, London. ISBN 9780954984847
- "My Mother Lived on a Farm in Africa" (2006)[22]
- "The Arriver's Tale", Refugee Tales (2016)[23]
- "The Stateless Person’s Tale", Refugee Tales III (2019)[24]